# Mesomyia
Mesomyia är ett släkte av tvåvingar. Mesomyia ingår i familjen bromsar.

## Dottertaxa tillMesomyia, i alfabetisk ordning[1]
- Mesomyia algoensis
- Mesomyia anomala
- Mesomyia apiformis
- Mesomyia araucana
- Mesomyia argentea
- Mesomyia atrata
- Mesomyia aurantiaca
- Mesomyia barbata
- Mesomyia barnardi
- Mesomyia callosa
- Mesomyia confluens
- Mesomyia constrictifrons
- Mesomyia contraria
- Mesomyia coriaria
- Mesomyia costata
- Mesomyia cuneata
- Mesomyia cydistra
- Mesomyia decora
- Mesomyia demeijerei
- Mesomyia designata
- Mesomyia dimidiata
- Mesomyia divergens
- Mesomyia doddi
- Mesomyia fallax
- Mesomyia femoralis
- Mesomyia flavipes
- Mesomyia fuliginosa
- Mesomyia hirsuta
- Mesomyia imitator
- Mesomyia ismayi
- Mesomyia kiboriani
- Mesomyia latifrons
- Mesomyia longipennis
- Mesomyia lurida
- Mesomyia mansoni
- Mesomyia marieps
- Mesomyia montana
- Mesomyia monticola
- Mesomyia mossambicensis
- Mesomyia namaquina
- Mesomyia nigerrima
- Mesomyia nigricans
- Mesomyia nigrita
- Mesomyia norrisi
- Mesomyia nyassica
- Mesomyia oritensis
- Mesomyia paralurida
- Mesomyia provincialis
- Mesomyia redunda
- Mesomyia rubicornis
- Mesomyia seyrigi
- Mesomyia stannusi
- Mesomyia stradbrokei
- Mesomyia sulcifrons
- Mesomyia tepperi
- Mesomyia tinleyi
- Mesomyia turneri
- Mesomyia vittata